# 明木村
明木村（あきらぎそん）は、かつて山口県阿武郡の南部に存在した村。
1955年（昭和30年）4月1日に佐々並村との合併で旭村となり消滅した。現在は萩市南部の一地域となっている。

## 地理
山口県のほぼ中央、中国山地の日本海側に位置する。林野が村域のほとんどを占め、阿武川の支流である明木川沿いにわずかな平地が広がる。

## 歴史
- 1889年（明治22年）4月1日 - 町村制の施行により、近世以来の明木村が単独で自治体を形成。
- 1955年（昭和30年）4月1日 - 佐々並村と合併して旭村が発足。同日明木村廃止。

## 合併後
佐々並村との合併の際、元々峠を挟んで隔たれた村域が合併したことを踏まえ、敢えて村役場の位置を定めなかったことから、旭村となってからも2年置きに村役場（本庁舎）と支所を交互に使用していた。
その後電算システムの関係で旧明木村役場に村役場が固定された。2005年（平成17年）3月6日に周辺町村とともに萩市に合併（新設合併）したことから、2018年現在、明木地区に萩市役所旭総合事務所、佐々並地区に萩市役所旭総合事務所佐々並支所が置かれている。

## 交通

### 鉄道
旧村域に鉄道は通っていない。鉄道を利用する場合の最寄り駅は、JR山陰本線萩駅。

### 道路
- 一般国道
  - 国道262号
  - 国道490号
- 主要地方道
  - 山口県道32号萩秋芳線
- 一般県道
  - 山口県道308号明木美東線
  - 山口県道312号矢代佐々並線

### バス
防長バスが山口方面に向けて運行している。